# Aventuras de Diófanes
Aventuras de Diófanes, de Theresa Margarida da Silva e Orta, é um romance em língua portuguesa, publicado em 1752, em Lisboa, sob o pseudônimo de Dorothea Engrassia Tavareda Dalmira, anagrama perfeito de Dona Theresa Margarida da Silva e Orta. As primeiras edições apresentam o título "Maximas de virtude, e formosura, com que Diofanes, Clymenea, e Hemirena, principes de Thebas, vencerão os mais apertados lances da desgraça...".

## Enredo
A narrativa se passa na Grécia Antiga e acompanha as aventuras da família real de Tebas. Durante uma viagem para Delos, eles são atacados por inimigos e vendidos separadamente como escravos. O rei, a rainha e a princesa enfrentam desafios e humilhações sem saber do paradeiro dos outros. A princesa, disfarçada como homem, busca por seus pais. Eventualmente, os personagens se reencontram, mas não se reconhecem devido aos seus disfarces, até a retomada de suas identidades no final da história.
O romance reflete alegoricamente a corte de João V, no estilo de roman à clef. Theresa Margarida aborda temas como a educação feminina, o direito de escolher o marido e a participação da mulher na vida social e política. Politicamente, a obra critica o absolutismo, propõe eleições para governantes e apresenta uma postura abolicionista.

## Edições
| Ano  | Título | Autoria                                                                            | Editor                              | Local          | Observações                                        |
| ---- | --- | ---------------------------------------------------------------------------------- | ----------------------------------- | -------------- | -------------------------------------------------- |
| 1752 | Maximas de Virtude, e Formosura, com que Diofanes, Clymenea, e Hemirena, principes de Thebas, vencêrão os mais apertados lances da desgraça | Dorothea Engrassia Tavareda Dalmira                                                | Oficina de Miguel Manescal da Costa | Lisboa         | com licenças e com errata                          |
| 1777 | Aventuras de Diófanes, imitando o sapientissimo Fenelon na sua Viagem de Telemaco                                                           | Dorothea Engrassia Tavareda Dalmira                                                | Regia Officina Typografica          | Lisboa         |                                                    |
| 1790 | Aventuras de Diófanes | Por Dorothea Engrassia Tavareda Dalmira. Seu verdadeiro author Alexandre de Gusmão | Tipografia Régia                    | Lisboa         |                                                    |
| 1818 | Historia de Diofanes, Clymenea, e Hemirena, Principes de Thebas (Historia Moral)                                                            | Escrita por huma senhora portugueza                                                | Typografia Rollandiana              | Lisboa         | Edição com apenas dois primeiros capítulos de 1752 |
| 1945 | Aventuras de Diófanes | Teresa Margarida da Silva e Orta                                                   | Impr. Nacional                      | Rio de Janeiro | Organizada por Ruy Bloem                           |
| 1993 | Aventuras de Diófanes | Teresa Margarida da Silva e Orta                                                   | Graphia                             | Rio de Janeiro | Organizada por Ceila Montez                        |
| 2002 | Aventuras de Diófanes | Teresa Margarida da Silva e Orta                                                   | Caminho                             | Lisboa         | Organizada por Maria de Santa Cruz                 |
| 2024 | Aventuras de Diófanes | Theresa Margarida da Silva e Orta                                                  | Senado Federal                      | Brasília       | Coleção Escritoras do Brasil                       |